# Kachovský rajón
Kachovský rajón (ukrajinsky Каховський район) je rajón v Chersonské oblasti na Ukrajině. Hlavním městem je Kachovka a rajón má přibližně 225 tisíc obyvatel. Od počátku ruské invaze na Ukrajinu je rajón okupován Ruskou federací.

## Města v rajónu
- Kachovka
- Nova Kachovka
- Tavrijsk